# Jüdisches Seminar für Kindergärtnerinnen und Hortnerinnen in Berlin

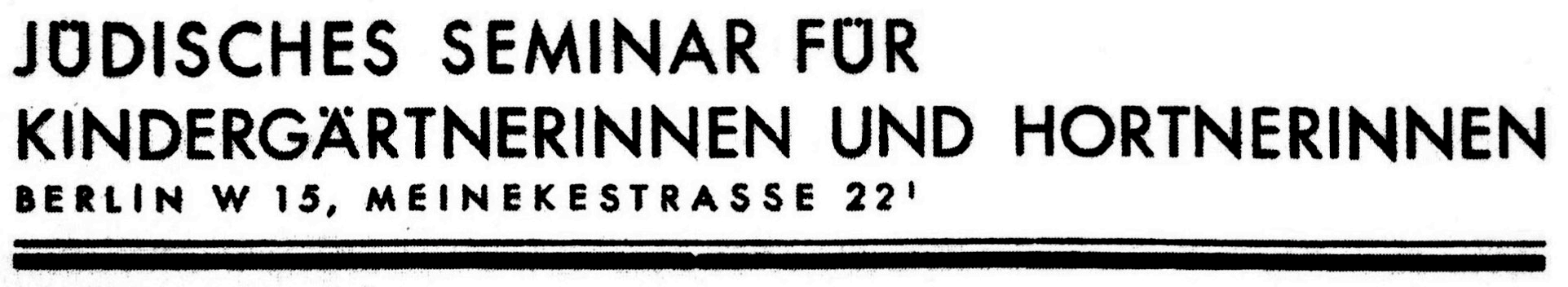
Briefkopf, 1936

Das Jüdische Seminar für Kindergärtnerinnen und Hortnerinnen wurde 1934 als Kooperationsprojekt des Jüdischen Frauenbundes und der Reichsvertretung der Deutschen Juden ins Leben gerufen.

## Geschichte
An der Gründung des Seminars waren maßgebend Cora Berliner und Hannah Karminski beteiligt. Da jüdische Mädchen und Frauen seit April 1933, gemäß dem von der nationalsozialistischen Regierung erlassenen Gesetz gegen die Überfüllung deutscher Schulen und Hochschulen, nicht mehr an nichtjüdischen Kindergärtnerinnen- und Hortnerinnenseminaren aufgenommen werden durften, war es ein Gebot der Stunde, eine jüdische Ausbildungsstätte für Kindergärtnerinnen und Hortnerinnen zu errichten, an welchem ab 1937 noch einjährige und halbjährige Kurse zur Einführung in die Kinderpflege angeschlossen wurden. Die deutsch-israelische Journalistin und Autorin Inge Deutschkron absolvierte den einjährigen Kinderpflegekurs.
Die Ausbildungszeit umfasste zwei Jahre. Aufgenommen wurden Mädchen und Frauen, die 17 Jahre alt waren, über eine hauswirtschaftliche Vorbildung oder zumindest Vorkenntnisse und die Mittelschul- oder Lyzeums-Bildung verfügten. Der wissenschaftliche Unterricht erstreckte sich auf die Fächer Geschichte, Pädagogik, Psychologie, Erziehungslehre, pädagogisches Schrifttum, Gesundheitslehre, Gegenwartskunde, Jüdische Geschichte und Judentumskunde, Jugendliteratur, Natur- und Kulturkunde, Deutsch sowie Hebräisch. Die technischen Fächer umfassten folgende Gebiete: Gymnastik und Bewegungsspiele (einschließlich Rhythmik), Musik, Werkunterricht, Zeichnen, Modellieren, Schrift und Nadelarbeit. Zu den praktischen Fächern zählten unter anderen Kindergarten- und Hortlehre, Hauswirtschaft, Kochen und Gartenarbeit.
1935 erhielt das Seminar die staatliche Anerkennung. Diese war sehr notwendig, denn dadurch wurde im Fall einer Auswanderung die Ausbildung auch im Ausland anerkannt. Im April 1942 musste die Ausbildungsstätte, die ihre Arbeit in der Meinekestrasse 10 begann und im April 1937 in die Wangenheimstrasse 36 nach Berlin-Grunewald übersiedelte, schließlich nach zwei weiteren Umzügen von der Marburgerstrasse 5 in die Wilsnackerstrasse 3, ihren Betrieb einstellen.
Neben dem Seminar des Jüdischen Frauenbundes und der Jüdischen Reichsvertretung existierte in Berlin noch ein privates Kindergärtnerinnen- und Hortnerinneseminar, welches von Nelly Wolffheim geleitet und bereits 1939 aufgelöst wurde. Die beiden Seminare arbeiteten nicht zusammen.

## Leiterinnen
Die Leitung des Seminars übernahm die promovierte Lina Wolff (geboren am 16. April 1897 in Hall am Kocher; gestorben am 4. Januar 1975 in West Hartford, Connecticut), die 1938 in die Vereinigten Staaten emigrierte. Ihre Nachfolgerin wurde die Nichtjüdin Margarete Fraenkel (1888–1946). Sie leitete bis Mitte/Ende Februar 1942 die Ausbildungsstätte. Die letzten beiden Leiterinnen waren Rosa Primker (1883–1942; deportiert und ermordet) und Dora Silbermann (1886–1942; deportiert und ermordet).